# (469372) 2001 QF298
2001 كيو أف 298 (ويعرف أيضًا باسم (469372) 2001 كيو أف 298 وفق تسمية الكوكب الصغير) (بالإنجليزية: 2001 QF298)‏ هو كويكب ضمن حزام الكويكبات؛ وترتيبه 469372 من حيث الاكتشاف.
اكتُشف هذا الجُرم الفلكي بواسطة مارك ويليام بوي في 19 أغسطس 2001.

## وصلات خارجية
- (469372) 2001 QF298 في قاعدة بيانات مختبر الدفع النفاث لأجرام النظام الشمسي الصغيرة

- الاكتشاف · مخطط المدار ·  العناصر المدارية · المعلمات المادية

- (469372) 2001 QF298 على موقع ويكي سكاي: DSS2, SDSS, GALEX, IRAS, Hydrogen α, X-Ray, Astrophoto, Sky Map, Articles and images